# Nesten
Rik Delneste René (Zwevegem, 20 december 1946 – Kortrijk, 13 oktober 2018), alias Nesten, was een Vlaams cartoonist, gespecialiseerd in het tekenen van karikaturen van wielrenners en andere bekende personen. Hij richtte een 'lachmuseum' op, waar zijn werk tentoongesteld wordt. Naast postkaarten, werden ook uitstalramen en muren beschilderd. De beschilderingen van Nesten zijn vooral in het zuiden van West-Vlaanderen een bekend beeld op de etalages van cafés.
Nesten woonde in Kuurne (West-Vlaanderen). Hij was gehuwd en heeft twee kinderen.
Samen met Donaat Deriemaeker presenteerde hij midden jaren 90 het programma Zomer in Nesten.
Hij overleed op 13 oktober 2018 aan de gevolgen van kanker.